# Кубок Англії з футболу 1975—1976
Кубок Англії з футболу 1975—1976 — 95-й розіграш найстарішого футбольного турніру у світі, Кубка виклику Футбольної Асоціації, також відомого як Кубок Англії. Вперше титул здобув Саутгемптон.

## Перший раунд
| Дата                      | Господарі          | Рахунок | Гості                     |
| ------------------------- | ------------------ | ------- | ------------------------- |
| 22 листопада              | Дарлінгтон         | 0:0     | Честер Сіті               |
| 26 листопада Перегравання | Честер Сіті        | 2:0     | Дарлінгтон                |
| 22 листопада              | Дартфорд           | 1:4     | Бішопс Стортфорд          |
| 22 листопада              | Гартліпул Юнайтед  | 3:0     | Стокпорт Каунті           |
| 22 листопада              | Бері               | 4:2     | Донкастер Роверз          |
| 22 листопада              | Грантем Таун       | 2:2     | Порт Вейл                 |
| 24 листопада Перегравання | Порт Вейл          | 4:1     | Грантем Таун              |
| 22 листопада              | Престон Норт-Енд   | 2:1     | Сканторп Юнайтед          |
| 22 листопада              | Саттон Юнайтед     | 1:1     | Борнмут                   |
| 26 листопада Перегравання | Борнмут            | 1:0     | Саттон Юнайтед            |
| 22 листопада              | Вотфорд            | 0:3     | Брайтон енд Гоув Альбіон  |
| 22 листопада              | Веймут             | 0:2     | Джиллінгем                |
| 22 листопада              | Йовіл Таун         | 1:1     | Міллволл                  |
| 25 листопада Перегравання | Міллволл           | 2:2     | Йовіл Таун                |
| 3 грудня Перегравання     | Йовіл Таун         | 0:1     | Міллволл                  |
| 22 листопада              | Марін              | 3:1     | Барнслі                   |
| 22 листопада              | Волсолл            | 0:1     | Гаддерсфілд Таун          |
| 22 листопада              | Шеффілд Венсдей    | 3:1     | Маклсфілд Таун            |
| 22 листопада              | Грімсбі Таун       | 1:3     | Ґейтсгед Юнайтед          |
| 22 листопада              | Скарборо'          | 2:0     | Моркем                    |
| 22 листопада              | Вікем Вондерерз    | 0:0     | Бедфорд Таун              |
| 24 листопада Перегравання | Бедфорд Таун       | 2:2     | Вікем Вондерерз           |
| 1 грудня Перегравання     | Вікем Вондерерз    | 2:1     | Бедфорд Таун              |
| 22 листопада              | Брентфорд          | 2:0     | Нортгемптон Таун          |
| 22 листопада              | Россендейл Юнайтед | 0:1     | Шрусбері Таун             |
| 22 листопада              | Бредфорд Сіті      | 1:0     | Честерфілд                |
| 22 листопада              | Крістал Пелес'     | 1:0     | Валтон-енд-Гершем         |
| 22 листопада              | Спеннімур Юнайтед  | 4:1     | Саутпорт                  |
| 22 листопада              | Саутенд Юнайтед    | 2:0     | Свонсі Сіті               |
| 22 листопада              | Менсфілд Таун      | 1:1     | Рексем                    |
| 24 листопада Перегравання | Рексем             | 1:1     | Менсфілд Таун             |
| 8 грудня Перегравання     | Менсфілд Таун      | 2:1     | Рексем                    |
| 22 листопада              | Кардіфф Сіті       | 6:2     | Ексетер Сіті              |
| 22 листопада              | Галіфакс Таун      | 3:1     | Олтрінгем                 |
| 22 листопада              | Ньюпорт Каунті     | 2:2     | Свіндон Таун              |
| 25 листопада Перегравання | Свіндон Таун       | 3:0     | Ньюпорт Каунті            |
| 22 листопада              | Воркінгтон         | 1:1     | Рочдейл                   |
| 25 листопада Перегравання | Рочдейл            | 2:1     | Воркінгтон                |
| 22 листопада              | Герефорд Юнайтед   | 2:0     | Торкі Юнайтед             |
| 22 листопада              | Ротергем Юнайтед   | 2:1     | Кру Александра            |
| 22 листопада              | Олдершот           | 4:3     | Вілдстоун                 |
| 22 листопада              | Ромфорд            | 0:1     | Тутінг-енд-Мітчем Юнайтед |
| 22 листопада              | Віган Атлетік      | 4:1     | Матлок Таун               |
| 22 листопада              | Бостон Таун        | 0:1     | Лінкольн Сіті             |
| 22 листопада              | Пітерборо Юнайтед  | 4:1     | Вінсфорд Юнайтед          |
| 22 листопада              | Колчестер Юнайтед  | 3:3     | Дувр                      |
| 26 листопада Перегравання | Дувр               | 4:1     | Колчестер Юнайтед         |
| 22 листопада              | Нанітон Боро       | 0:1     | Вімблдон                  |
| 22 листопада              | Гендон             | 1:0     | Редінг                    |
| 22 листопада              | Літергед           | 2:0     | Кембридж Юнайтед          |
| 22 листопада              | Лемінгтон          | 2:3     | Стаффорд Рейнджерс        |
| 22 листопада              | Ковентрі Спортінг  | 2:0     | Транмер Роверз            |

## Другий раунд
До другого раунду увійшли переможці першого раунду. 
| Дата                   | Господарі                 | Рахунок | Гості                     |
| ---------------------- | ------------------------- | ------- | ------------------------- |
| 13 грудня              | Борнмут                   | 2:2     | Герефорд Юнайтед          |
| 17 грудня Перегравання | Герефорд Юнайтед          | 2:0     | Борнмут                   |
| 13 грудня              | Бері                      | 3:0     | Спеннімур Юнайтед         |
| 13 грудня              | Марін                     | 1:1     | Гартліпул Юнайтед         |
| 15 грудня Перегравання | Гартліпул Юнайтед         | 6:3     | Марін                     |
| 13 грудня              | Джиллінгем                | 0:1     | Брайтон енд Гоув Альбіон  |
| 13 грудня              | Шеффілд Венсдей           | 2:0     | Віган Атлетік             |
| 13 грудня              | Стаффорд Рейнджерс        | 1:3     | Галіфакс Таун             |
| 13 грудня              | Скарборо                  | 3:2     | Престон Норт-Енд          |
| 13 грудня              | Шрусбері Таун             | 3:1     | Честер Сіті               |
| 13 грудня              | Міллволл                  | 1:1     | Крістал Пелес             |
| 16 грудня Перегравання | Крістал Пелес             | 2:1     | Міллволл                  |
| 13 грудня              | Вімблдон                  | 0:2     | Брентфорд                 |
| 13 грудня              | Саутенд Юнайтед           | 4:1     | Дувр                      |
| 13 грудня              | Гаддерсфілд Таун          | 2:1     | Порт Вейл                 |
| 13 грудня              | Менсфілд Таун             | 1:2     | Лінкольн Сіті             |
| 13 грудня              | Кардіфф Сіті              | 1:0     | Вікем Вондерерз           |
| 13 грудня              | Ротергем Юнайтед          | 0:3     | Бредфорд Сіті             |
| 13 грудня              | Олдершот                  | 2:0     | Бішопс Стортфорд          |
| 13 грудня              | Гендон                    | 0:1     | Свіндон Таун              |
| 13 грудня              | Літергед                  | 0:0     | Тутінг-енд-Мітчем Юнайтед |
| 22 грудня Перегравання | Тутінг-енд-Мітчем Юнайтед | 2:1     | Літергед                  |
| 13 грудня              | Ковентрі Спортінг         | 0:4     | Пітерборо Юнайтед         |
| 13 грудня              | Ґейтсгед Юнайтед          | 1:1     | Рочдейл                   |
| 16 грудня Перегравання | Рочдейл                   | 3:1     | Ґейтсгед Юнайтед          |

## Третій раунд
| Дата                  | Господарі                 | Рахунок | Гості                     |
| --------------------- | ------------------------- | ------- | ------------------------- |
| 1 січня               | Ноттінгем Форест          | 0:0     | Пітерборо Юнайтед         |
| 7 січня Перегравання  | Пітерборо Юнайтед         | 1:0     | Ноттінгем Форест          |
| 1 січня               | Галл Сіті                 | 1:1     | Плімут Аргайл             |
| 3 січня Перегравання  | Плімут Аргайл             | 0:1     | Галл Сіті                 |
| 3 січня               | Блекпул                   | 1:0     | Бернлі                    |
| 3 січня               | Саутгемптон               | 1:1     | Астон Вілла               |
| 7 січня Перегравання  | Астон Вілла               | 1:2     | Саутгемптон               |
| 3 січня               | Лестер Сіті               | 3:0     | Шеффілд Юнайтед           |
| 3 січня               | Ноттс Каунті              | 0:1     | Лідс Юнайтед              |
| 3 січня               | Вулвергемптон Вондерерз   | 3:0     | Арсенал                   |
| 3 січня               | Мідлсбро                  | 0:0     | Бері                      |
| 6 січня Перегравання  | Бері                      | 3:2     | Мідлсбро                  |
| 3 січня               | Вест-Бромвіч Альбіон      | 3:1     | Карлайл Юнайтед           |
| 3 січня               | Сандерленд                | 2:0     | Олдем Атлетік             |
| 3 січня               | Дербі Каунті              | 2:1     | Евертон                   |
| 3 січня               | Лутон Таун                | 2:0     | Блекберн Роверз           |
| 3 січня               | Свіндон Таун              | 2:2     | Тутінг-енд-Мітчем Юнайтед |
| 6 січня Перегравання  | Тутінг-енд-Мітчем Юнайтед | 2:1     | Свіндон Таун              |
| 3 січня               | Скарборо                  | 1:2     | Крістал Пелес             |
| 3 січня               | Шрусбері Таун             | 1:2     | Бредфорд Сіті             |
| 3 січня               | Іпсвіч Таун               | 3:1     | Галіфакс Таун             |
| 3 січня               | Тоттенгем Готспур         | 1:1     | Сток Сіті                 |
| 24 січня Перегравання | Сток Сіті                 | 2:1     | Тоттенгем Готспур         |
| 3 січня               | Манчестер Сіті            | 6:0     | Гартліпул Юнайтед         |
| 3 січня               | Квінз Парк Рейнджерс      | 0:0     | Ньюкасл Юнайтед           |
| 7 січня Перегравання  | Ньюкасл Юнайтед           | 2:1     | Квінз Парк Рейнджерс      |
| 3 січня               | Фулгем                    | 2:3     | Гаддерсфілд Таун          |
| 3 січня               | Брентфорд                 | 0:0     | Болтон Вондерерз          |
| 6 січня Перегравання  | Болтон Вондерерз          | 2:0     | Брентфорд                 |
| 3 січня               | Ковентрі Сіті             | 2:1     | Бристоль Сіті             |
| 3 січня               | Портсмут                  | 1:1     | Бірмінгем Сіті            |
| 7 січня Перегравання  | Бірмінгем Сіті            | 0:1     | Портсмут                  |
| 3 січня               | Вест Гем Юнайтед          | 0:2     | Ліверпуль                 |
| 3 січня               | Манчестер Юнайтед         | 2:1     | Оксфорд Юнайтед           |
| 3 січня               | Норвіч Сіті               | 1:1     | Рочдейл                   |
| 6 січня Перегравання  | Рочдейл                   | 0:0     | Норвіч Сіті               |
| 13 січня Перегравання | Норвіч Сіті               | 2:1     | Рочдейл                   |
| 3 січня               | Челсі                     | 1:1     | Бристоль Роверз           |
| 6 січня Перегравання  | Бристоль Роверз           | 0:1     | Челсі                     |
| 3 січня               | Саутенд Юнайтед           | 2:1     | Брайтон енд Гоув Альбіон  |
| 3 січня               | Чарльтон Атлетік          | 2:1     | Шеффілд Венсдей           |
| 3 січня               | Йорк Сіті                 | 2:1     | Герефорд Юнайтед          |
| 3 січня               | Олдершот                  | 1:2     | Лінкольн Сіті             |
| 3 січня               | Лейтон Орієнт             | 0:1     | Кардіфф Сіті              |

## Четвертий раунд
У цьому раунді зіграли переможці попереднього етапу.
| Дата                  | Господарі               | Рахунок | Гості                     |
| --------------------- | ----------------------- | ------- | ------------------------- |
| 24 січня              | Саутгемптон             | 3:1     | Блекпул                   |
| 24 січня              | Лестер Сіті             | 1:0     | Бері                      |
| 24 січня              | Вест-Бромвіч Альбіон    | 3:2     | Лінкольн Сіті             |
| 24 січня              | Дербі Каунті            | 1:0     | Ліверпуль                 |
| 24 січня              | Іпсвіч Таун             | 0:0     | Вулвергемптон Вондерерз   |
| 27 січня Перегравання | Вулвергемптон Вондерерз | 1:0     | Іпсвіч Таун               |
| 24 січня              | Ковентрі Сіті           | 1:1     | Ньюкасл Юнайтед           |
| 28 січня Перегравання | Ньюкасл Юнайтед         | 5:0     | Ковентрі Сіті             |
| 24 січня              | Манчестер Юнайтед       | 3:1     | Пітерборо Юнайтед         |
| 24 січня              | Норвіч Сіті             | 2:0     | Лутон Таун                |
| 24 січня              | Бредфорд Сіті           | 3:1     | Тутінг-енд-Мітчем Юнайтед |
| 24 січня              | Саутенд Юнайтед         | 2:1     | Кардіфф Сіті              |
| 24 січня              | Гаддерсфілд Таун        | 0:1     | Болтон Вондерерз          |
| 24 січня              | Чарльтон Атлетік        | 1:1     | Портсмут                  |
| 27 січня Перегравання | Портсмут                | 0:3     | Чарльтон Атлетік          |
| 24 січня              | Лідс Юнайтед            | 0:1     | Крістал Пелес             |
| 24 січня              | Йорк Сіті               | 0:2     | Челсі                     |
| 28 січня              | Сток Сіті               | 1:0     | Манчестер Сіті            |
| 2 лютого              | Сандерленд              | 1:0     | Галл Сіті                 |

## П'ятий раунд
На цьому етапі зіграли переможці попереднього раунду.
| Дата                   | Господарі               | Рахунок | Гості                |
| ---------------------- | ----------------------- | ------- | -------------------- |
| 14 лютого              | Лестер Сіті             | 1:2     | Манчестер Юнайтед    |
| 14 лютого              | Болтон Вондерерз        | 3:3     | Ньюкасл Юнайтед      |
| 18 лютого Перегравання | Ньюкасл Юнайтед         | 0:0     | Болтон Вондерерз     |
| 23 лютого Перегравання | Болтон Вондерерз        | 1:2     | Ньюкасл Юнайтед      |
| 14 лютого              | Вулвергемптон Вондерерз | 3:0     | Чарльтон Атлетік     |
| 14 лютого              | Вест-Бромвіч Альбіон    | 1:1     | Саутгемптон          |
| 17 лютого Перегравання | Саутгемптон             | 4:0     | Вест-Бромвіч Альбіон |
| 14 лютого              | Дербі Каунті            | 1:0     | Саутенд Юнайтед      |
| 14 лютого              | Челсі                   | 2:3     | Крістал Пелес        |
| 14 лютого              | Сток Сіті               | 0:0     | Сандерленд           |
| 17 лютого Перегравання | Сандерленд              | 2:1     | Сток Сіті            |
| 23 лютого              | Норвіч Сіті             | 1:2     | Бредфорд Сіті        |

## Шостий раунд
На цьому етапі зіграли переможці попереднього раунду.
| Дата                   | Господарі               | Рахунок | Гості                   |
| ---------------------- | ----------------------- | ------- | ----------------------- |
| 6 березня              | Сандерленд              | 0:1     | Крістал Пелес           |
| 6 березня              | Дербі Каунті            | 4:2     | Ньюкасл Юнайтед         |
| 6 березня              | Манчестер Юнайтед       | 1:1     | Вулвергемптон Вондерерз |
| 9 березня Перегравання | Вулвергемптон Вондерерз | 2:3     | Манчестер Юнайтед       |
| 6 березня              | Бредфорд Сіті           | 0:1     | Саутгемптон             |

## Півфінали
У півфіналах зіграли команди, що перемогли на попередньому етапі.
| Дата     | Господарі         | Рахунок | Гості         |
| -------- | ----------------- | ------- | ------------- |
| 3 квітня | Манчестер Юнайтед | 2:0     | Дербі Каунті  |
| 3 квітня | Саутгемптон       | 2:0     | Крістал Пелес |

## Фінал
| 1 травня 1976 15:00 BST |

| Саутгемптон | 1:0      | Манчестер Юнайтед |
| ----------- | -------- | ----------------- |
| Стоукс 83'  | Протокол |                   |

| Вемблі, Лондон Глядачів: 100 000 Арбітр: Клайв Томас |